# جان کمبل (نوازنده)
جان استیون کمبل (به انگلیسی: John Steven Campbell) متولد ۳۰ سپتامبر۱۹۷۲ (۸ مهر ۱۳۵۱) بیسیست و یکی از بنیان‌گذاران گروه هوی متال آمریکایی لمب آو گاد می‌باشد. برخلاف بیشتر نوازندگان بیس که با بیس‌های ۴ یا ۵ سیم مینوازند، کمبل یک مرتبه با بیس ۳ سیمی که خودش ساخته بود نواخت که این بیس دارای سیم (G) نبود. همانند درامر گروه، جان هم گیاه‌خوار است.